# Berlise
Berlise je francouzská obec v departementu Aisne v regionu Hauts-de-France. V roce 2012 zde žilo 123 obyvatel.

## Poloha
Obec leží u hranic departementu Aisne s departementem Ardensko, tedy u hranic regionu Hauts-de-France s regionem Grand Est. Sousední obce jsou: Noircourt, Renneville (Ardensko), Rozoy-sur-Serre a Le Thuel.

## Vývoj počtu obyvatel
Počet obyvatel